# Пригородне (Славгородський округ)
При́городне (рос. Пригородное) — село (колишнє селище) у складі Славгородського округу Алтайського краю, Росія.
Стара назва — Пригородний.

## Населення
Населення — 500 осіб (2010; 506 у 2002).
Національний склад (станом на 2002 рік):
- росіяни — 68 %